# Бристол-Бей
Шаблон:StateAbbr_ 58°45′00″ пн. ш. 156°50′00″ зх. д. / 58.75° пн. ш. 156.83333333333° зх. д.
Боро затоки Бристоль (англ. Bristol Bay Borough) — боро у штаті Аляска, США, розташоване біля Бристольської бухти. Адміністративним центром є місто Накнек. За оцінками 2013 року у цьому регіоні мешкало 960 осіб.
Боро затоки Бристоль є першим боро Аляски, що було включене до штату 1962 року. Це боро — одне з найменших, оскільки є лише невеликим прямокутним клаптем землі навколо Накнека.

## Географія

### Міста й містечка
- Кінг-Салмон
- Накнек
- Саут-Накнек

### Демографія
За даними перепису 2000 року загальне населення боро становило 1258 осіб, усе сільське. Серед мешканців боро чоловіків було 685, а жінок — 573. У боро було 490 домогосподарств, 301 родина, які мешкали в 979 будинках. Середній розмір родини становив 3,33 особи.
Віковий розподіл населення поданий у таблиці:
| Стать    | До 15 років | 15-21 | 22-29 | 30-39 | 40-49 | 50-65 | 65-85 | Понад 85 |
| -------- | ----------- | ----- | ----- | ----- | ----- | ----- | ----- | -------- |
| Чоловіки | 168         | 56    | 52    | 114   | 158   | 108   | 29    |          |
| Жінки    | 157         | 57    | 42    | 100   | 124   | 74    | 17    | 2        |

## Суміжні округи
- Лейк-енд-Пенінсула — схід, північ та південь
- Діллінгем — захід